# Publius Cornelius Lentulus (consul en -162)
Pour les articles homonymes, voir Cornelius Lentulus.
Publius Cornelius Lentulus, consul suffect de la République romaine en 162 av. J.-C. et princeps senatus de 125 av. J.-C. à sa mort en 121 av. J.-C..

## Famille
Issu des Cornelii patriciens, de la branche des Lentuli, il est le fils du consul de 199 av. J.-C., Lucius Cornelius Lentulus.
Il a deux fils : Publius Cornelius Lentulus, qui sera flamine et Lucius Cornelius Lentulus (de), consul en 130 av. J.-C..

## Cursus honorum
Édile curule avec Publius Cornelius Scipio Nasica en 169 av. J.-C., il présente aux jeux du cirque soixante-trois panthères, quarante ours et quarante éléphants.
Envoyé peu de temps après avec Aulus Postumius Albinus et Aulus Antonius pour contraindre Persée de Macédoine à renoncer à sa couronne, sa mission échoue.
En 162 av. J.-C., il est élu consul avec Cnaeus Domitius Ahenobarbus (en) après l'annulation de l'élection de Publius Cornelius Scipio Nasica Corculum et Caius Marcius Figulus pour erreur dans l'exécution du rituel de prise des augures avant la proclamation de l'élection.

## Le chef des Optimates
Nommé prince du Sénat, il est un des personnages actifs de la faction conservatrice du Sénat, les optimates, qui s'opposent à toute réforme.
Il poursuit en 121 av. J.-C. le tribun de la plèbe Caius Sempronius Gracchus, le fer à la main, pour faire échouer ses tentatives de réformes. Il suit en cela l'exemple donné par Publius Cornelius Scipio Nasica Serapio, grand pontife et prince du Sénat qui avait pris la tête de la foule qui assassina Tiberius Gracchus. Il est gravement blessé à l'occasion de l'attaque des partisans de Gracchus retranchés sur l'Aventin.
Très critiqué après l'assassinat du tribun, il se voit confier par le Sénat une mission d'ambassade fictive pour s'éloigner et échapper à la vindicte populaire. Il part en Sicile.

## Un grand orateur
Cicéron dit de lui qu'il « possédait toute l'éloquence nécessaire à un homme d'État ».